# Prix Friedrich-Hölderlin (Bad Homburg)
Pour les articles homonymes, voir Prix Friedrich-Hölderlin.
Ne doit pas être confondu avec Prix Friedrich-Hölderlin (Tübingen).
Le prix Friedrich Hölderlin est le nom de l'un des deux prix littéraires allemands portant le nom du poète et philosophe de la période romantique Friedrich Hölderlin (1770-1843).

## Historique
Le Prix Friedrich Hölderlin est un prix littéraire décerné chaque année depuis 1983 par la ville de Bad Homburg vor der Höhe en collaboration avec la Fondation Clare Jannsen, le 7 juin, jour anniversaire de la mort de Friedrich Hölderlin, qui a vécu à Bad Homburg vor der Höhe de 1798 à 1800 et de 1804 à 1806. 
Ce prix est doté de 20 000 euros (auparavant 12 500 euros jusqu'en 2007). Il est décerné par la ville de Bad Homburg vor der Höhe. 
Un prix d'encouragement pour les jeunes auteurs, doté de 7 500 euros (5 000 euros jusqu'en 2007), est également attribué.
En 2000, Marcel Reich-Ranicki, l'un des initiateurs de ce prix, l'a lui-même reçu.
Le jury est présidé par la journaliste et critique littéraire Sandra Kegel (de), responsable du feuilleton littéraire du Frankfurter Allgemeine Zeitung et le bourgmestre de la ville de Bad Homburg vor der Höhe Alexander Hetjes (de). Il comprend en outre cinq personnalités ainsi que le lauréat du prix Hölderlin ou du prix d'encouragement Hölderlin de l'année précédente.

## Liste des lauréats

### Lauréats du prix Friedrich Hölderlin (Bad Homburg)
- 1983 : Hermann Burger
- 1984 : Sarah Kirsch
- 1985 : Ulla Hahn (de)
- 1986 : Elisabeth Borchers
- 1987 : Peter Härtling
- 1988 : Karl Krolow
- 1989 : Wolf Biermann
- 1990 : Rolf Haufs (de)
- 1991 : Günter Kunert
- 1992 : Hilde Domin
- 1993 : Friederike Mayröcker
- 1994 : Ludwig Harig
- 1995 : Ernst Jandl
- 1996 : Martin Walser
- 1997 : Doris Runge
- 1998 : Christoph Ransmayr
- 1999 : Reiner Kunze
- 2000 : Marcel Reich-Ranicki
- 2001 : Dieter Wellershoff
- 2002 : Robert Menasse
- 2003 : Monika Maron
- 2004 : Johannes Kühn
- 2005 : Durs Grünbein
- 2006 : Rüdiger Safranski
- 2007 : Urs Widmer
- 2008 : Ror Wolf
- 2009 : Judith Hermann
- 2010 : Georg Kreisler
- 2011 : Arno Geiger
- 2012 : Klaus Merz
- 2013 : Ralf Rothmann
- 2014 : Peter Stamm
- 2015 : Michael Kleeberg (de)
- 2016 : Christoph Peters (de)
- 2017 : Eva Menasse
- 2018 : Daniel Kehlmann
- 2019 : Anke Stelling (de)
- 2020 : Navid Kermani (de)
- 2021 : Marcel Beyer
- 2022 : Monika Rinck (de)
- 2023 : Leif Randt[1]
- 2025 : Christian Lehnert (de)[2]

### Lauréats du prix d'encouragement Friedrich Hölderlin (Bad Homburg)
- 2000 : Jörg Bernig
- 2001 : Ulrike Draesner
- 2002 : Julia Schoch
- 2003 : Juli Zeh
- 2004 : Gregor Sander
- 2005 : Arno Geiger
- 2006 : Beate Rothmaier
- 2007 : Nadja Einzmann
- 2008 : Hendrick Jackson
- 2009 : Lena Gorelik
- 2010 : Eva Baronsky
- 2011 : Daniela Seel
- 2012 : Judith Schalansky
- 2013 : Arno Camenisch
- 2014 : Nellja Veremej
- 2015 : Teresa Präauer [3]
- 2016 : Per Leo[4]
- 2017 : Nele Pollatschek
- 2018 : Alina Herbing
- 2019 : Eckhart Nickel
- 2020 : Dana von Suffrin
- 2021 : Joshua Groß
- 2022 : Ioulia Marfutova
- 2023 : Anna Yeliz Schentke
- 2025 : Necati Öziri